# Karang Anyar (Curup Timur)
Karang Anyar is een bestuurslaag in het regentschap Rejang Lebong van de provincie Bengkulu, Indonesië. Karang Anyar telt 4450 inwoners (volkstelling 2010).